# ترانگ ها
ترانگ ها (به لاتین: Trung Hà) یک منطقهٔ مسکونی در ویتنام است که در استان باک گیانگ واقع شده‌است.